# Nephrotoma forcipata
Nephrotoma forcipata är en tvåvingeart som först beskrevs av Pierre 1919.  Nephrotoma forcipata ingår i släktet Nephrotoma och familjen storharkrankar. Inga underarter finns listade i Catalogue of Life.